# Живые и мёртвые (фильм, 1964)
«Живы́е и мёртвые» — советский двухсерийный художественный фильм, снятый на Московской ордена Ленина киностудии «Мосфильм» в 1964 году режиссёром Александром Столпером, тщательная экранизация первой части одноимённого романа Константина Симонова. Премьера фильма состоялась 22 февраля 1964 года. В 1967 году по второй части романа («Солдатами не рождаются») Столпер снял продолжение — фильм «Возмездие».

## Сюжет
Действие фильма разворачивается на временно́м отрезке с первых дней Великой Отечественной войны и до середины зимы 1941—1942 годов, до начала контрнаступления советских войск под Москвой. Грандиозная эпопея полугодового катастрофического отступления и последовавшего за ним могучего контрудара показана через восприятие одного человека, который не является профессиональным военным, но его характер, образование и профессия позволяют ему понять, прочувствовать и выразить суть всего происходящего.
Находившийся в отпуске корреспондент армейской военной газеты Иван Синцов (Кирилл Лавров) с началом войны возвращался в свою часть в составе Западного фронта. Однако доехать до части ему не удалось, уже в первые дни под натиском вермахта советские войска отступили. Вместо своей части он попал на сборный пункт в городе Борисов. Там его направили в штаб вместе с другим офицером. Они вышли на дорогу поодаль друг от друга, чтобы проголосовать и с попутной машиной доехать до Орши. Но в это время налетела немецкая авиация, и его попутчика и машину, которую он только что остановил, разнесло взрывом авиабомбы. Синцов попал в другую военную газету, расположенную в Могилёве, а затем в два окружения — под Могилёвом в июле и под Ельней в октябре 1941 года. Под Могилёвом он, наконец, встречает человека, который вполне сознательно и профессионально не собирается отступать перед врагом — комбрига Серпилина (Анатолий Папанов). Всё, что происходит дальше, преломляется в сознании Синцова пониманием того, что такие люди есть и их много.
Становится таким человеком и сам Синцов. Утратив все документы, в том числе партбилет, бывший старший политрук идёт в бой рядовым, уверенный, что обязан поступать именно так.

## В главных ролях

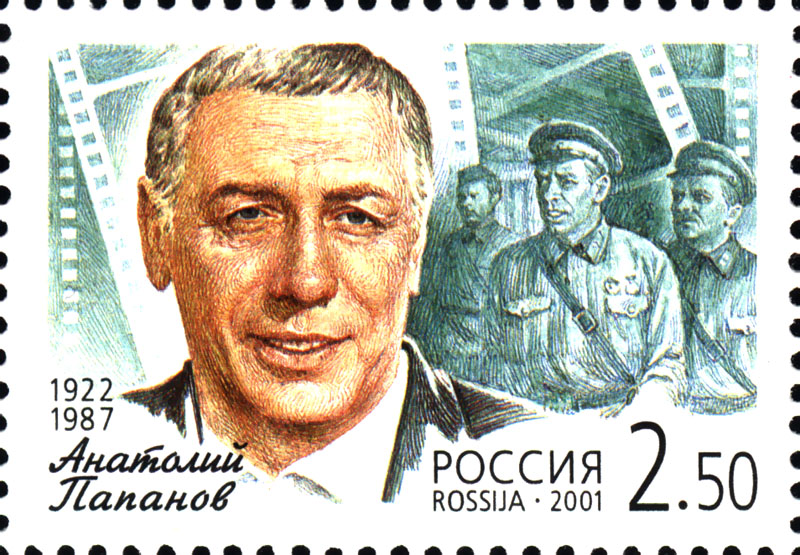
Марка России 2001 года. Анатолий Папанов в фильме «Живые и мёртвые»

- Кирилл Лавров — старший политрук Иван Петрович Синцов, корреспондент военной газеты (прототип — Константин Симонов)
- Анатолий Папанов — комбриг, позднее генерал-майор, Фёдор Фёдорович Серпилин (прототип — полковник Семён Фёдорович Кутепов)
- Алексей Глазырин — старший политрук роты Алексей Денисович Малинин
- Олег Ефремов — капитан / майор / полковник Иванов
- Людмила Крылова — военврач Татьяна Николаевна Овсянникова
- Лев Любецкий — батальонный комиссар Сергей Николаевич Шмаков
- Людмила Любимова — Маша Синцова, жена главного героя
- Леонид Хмара — закадровый текст, также эпизод

### В ролях

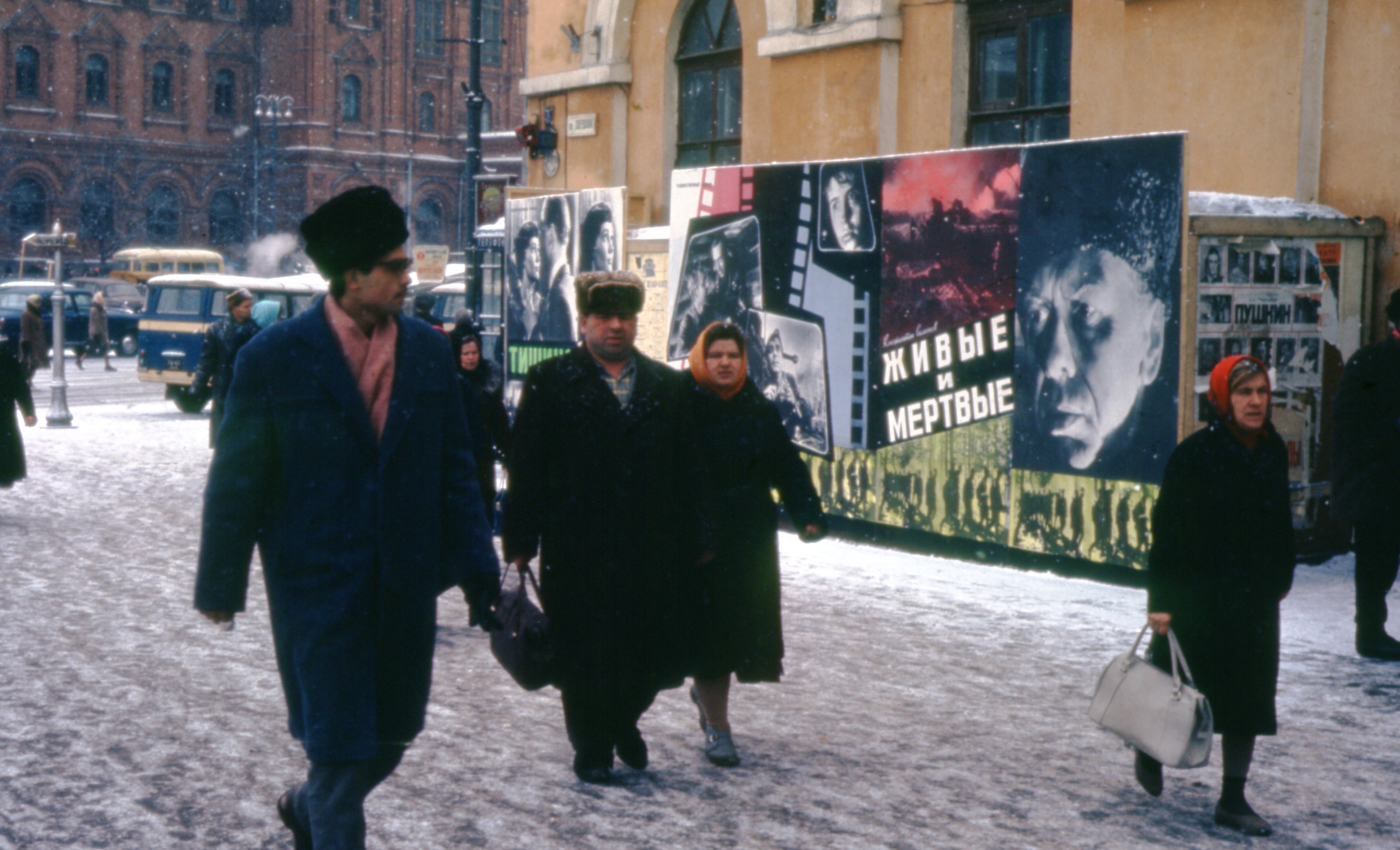
Московская афиша фильма «Живые и мёртвые» в 1964 году

- Василий Макаров — полковник Зайчиков, командир дивизии
- Роман Хомятов — младший политрук Люсин, военный корреспондент
- Зиновий Высоковский — Михаил Вайнштейн[2], военный фотокорреспондент газеты «Известия», погибший друг Синцова (основной прототип - Михаил Самойлович Бернштейн, корреспондент «Красной звезды»)
- Юрий Волков — заместитель начальника оперативного отдела штаба армии, полковник / разжалованный в рядовые Баранов
- Юрий Дубровин — Пётр Ильич Золотарёв, шофёр-красноармеец из воинской части 2214
- Игорь Пушкарёв — лейтенант Хорышев, командир роты
- Владлен Паулус — майор Данилов
- Владимир Кулик — командир батальона Рябченко
- Лев Круглый — боец Комаров
- Владимир Шибанков — боец Леонидов
- Владимир Маренков — сбитый и застрелившийся лётчик, генерал-лейтенант Козырев
- Валентина Телегина — тётя Паша Куликова, санитарка
- Владимир Муравьёв — батальонный комиссар, редактор армейской газеты
- Николай Сергеев — Зосима Иванович, сосед Синцовых по московской коммунальной квартире
- Евгений Шутов — милиционер, присоединившийся к Синцову
- Борис Юрченко — старшина Ковальчук, вынесший знамя
- Владимир Горелов — лётчик c ТБ-3, майор
- Борис Чирков — Гаврила Романович Бирюков, инвалид
- Михаил Ульянов — член Военного совета, командарм Сергей Филиппович
- Михаил Глузский — генерал Орлов (прототипом послужил генерал Иван Панфилов)
- Виктор Авдюшко — старшина Шестаков, командир орудия
- Борис Ардов — Ёлкин, секретарь райкома
- Борис Битюков — полковой комиссар из политотдела армии
- Софья Павлова — жена комбрига Серпилина
- Раиса Куркина — вдова полковника Баранова
- Арина Алейникова — Ленка
- Михаил Воробьев — рядовой Ефремов, ординарец особиста Крутикова
- Евгений Самойлов — командир коммунистического батальона Фрунзенского района Москвы
- Олег Табаков — старший лейтенант НКВД Крутиков
- Любовь Соколова — военврач (нет в титрах)
- Владимир Высоцкий — весёлый боец в грузовике (нет в титрах)
- Владимир Липпарт — боец коммунистического батальона Фрунзенского района из взвода Малинина
- Иван Савкин — старший политрук (нет в титрах)
- Михаил Дадыко — полковой комиссар (нет в титрах)
- Лев Фричинский — капитан (нет в титрах)
- Александр Петров — вестовой от лейтенанта (нет в титрах)
- Александр Мыльников — эпизод (нет в титрах)
- Владимир Ферапонтов — танкист (нет в титрах)
- Алла Будницкая — подруга Маши (нет в титрах)
- Владимир Пицек — водитель застрявшей машины (нет в титрах)
- Константин Северный — боец коммунистического батальона Фрунзенского района (нет в титрах)
- Николай Сибейкин — боец коммунистического батальона Фрунзенского района (нет в титрах)
- Сергей Юртайкин — эпизод (нет в титрах)
- Александр Титов — Трофимов, боец коммунистического батальона Фрунзенского района (нет в титрах)
- Георгий Семёнов — эпизод (нет в титрах)
- Юрий Верёвкин — эпизод (нет в титрах)
- Борис Чукаев — начальник штаба (нет в титрах)
- Олег Хабалов — полковник Аветисян (нет в титрах)
- Геннадий Бухаров — эпизод (нет в титрах)
- Виктор Волков (озвучивает Вадим Захарченко) — офицер, проверяющий документы на въезде в Москву

## Съёмочная группа
- Сценарий и постановка — Александра Столпера
- Главный оператор — Николай Олоновский
- Главный художник — Стален Волков

В звуковом ряде фильма полностью отсутствует музыка, что резко усиливает его психологическое воздействие. Ставший впоследствии широко известным фильм Сидни Люмета «Система безопасности», использовавший тот же приём с тем же эффектом, вышел в прокат в США полгода спустя после премьеры фильма «Живые и мёртвые».

## Награды
- Главная премия на Международном кинофестивале в Карловых Варах (1964)
- Премия на Международном кинофестивале в Акапулько (1964)
- Главная премия и приз за актёрскую работу (А. Папанов) на первом ВКФ в Ленинграде (1964)

## Прототипы главных героев фильма
- Прототипом военного фотокорреспондента «Известий» Мишки Вайнштейна был погибший в мае 1942 года в «Барвенковском котле» фронтовой друг К. М. Симонова, военный фотокорреспондент «Красной звезды» Михаил Бернштейн[3].
- Прототип комбрига Серпилина — командир 388-го стрелкового полка 172-й стрелковой дивизии 61-го стрелкового корпуса полковник С. Ф. Кутепов[4].
- В предисловии к трилогии «Живые и мёртвые» 1976 года издания Константин Симонов написал о роли А. Д. Папанова в формировании образа генерала Серпилина: «Случилось так, что Папанов сыграл эту роль раньше, чем я дописал последнюю книгу. И сыграл так, что, когда я заканчивал роман, я видел Серпилина именно таким, каким его сыграл Папанов[5]».